# Predsednik Kraljeve družbe
Predsednik Kraljeve družbe (izvirno angleško President of the Royal Society; kratica PRS) je izvoljeni vodja Kraljeve družbe iz Londona. Kandidat, ki mora prihajati iz znanstvene skupnosti britanskega Commonwealtha, je izvoljen za mandat 5 let. Ta položaj velja za enega najuglednejših na svetu. 
Trenutni predsednik je sir Adrian Smith.

## Predsedniki Kraljeve družbe
1. 1660-1662     sir Robert Moray (pred ustanovitvijo)
2. 1662-1677 	lord William Brouncker
3. 1677-1680 	sir Joseph Williamson
4. 1680-1682 	sir Christopher Wren
5. 1682-1683 	John Hoskyns, 2. baronet
6. 1683-1684 	Cyril Wyche
7. 1684-1686 	Samuel Pepys
8. 1686-1689	grof Carberyjski
9. 1689-1690 	grof Pembrokea in Montgomeryja
10. 1690-1695 	Robert Southwell
11. 1695-1698 	grof Halifaxški
12. 1698-1703 	lord Somers
13. 1703-1727 	sir Isaac Newton
14. 1727-1741 	sir Hans Sloane
15. 1741-1752 	Martin Folkes
16. 1752-1764 	grof Macclesfieldski
17. 1764-1768 	grof Mortonski
18. 1768-1768 	James Burrow
19. 1768-1772 	James West
20. 1772-1772 	James Burrow
21. 1772-1778 	sir John Pringle
22. 1778-1820 	sir Joseph Banks
23. 1820-1820 	William Hyde Wollaston
24. 1820-1827 	sir Humphry Davy
25. 1827-1830 	Davies Gilbert
26. 1830-1838 	vojvoda Sussexški
27. 1838-1848 	markiz Northamptonski
28. 1848-1854 	William Parsons, lord Rosse
29. 1854-1858 	lord Wrottesley
30. 1858-1861 	sir Benjamin Collins Brodie, Bart.
31. 1861-1871 	sir Edward Sabine
32. 1871-1873 	sir George Biddell Airy
33. 1873-1878 	sir Joseph Dalton Hooker
34. 1878-1883 	William Spottiswoode
35. 1883-1885 	častiti Thomas Henry Huxley
36. 1885-1890 	sir George Gabriel Stokes
37. 1890-1895 	sir William Thomson, lord Kelvin
38. 1895-1900 	lord Lister
39. 1900-1905 	sir William Huggins
40. 1905-1908 	John William Strutt, lord Rayleigh
41. 1908-1913 	sir Archibald Geikie
42. 1913-1915 	sir William Crookes
43. 1915-1920 	sir Joseph John Thomson
44. 1920-1925 	sir Charles Sherrington
45. 1925-1930 	Ernest Rutherford
46. 1930-1935 	sir Frederick Gowland Hopkins
47. 1935-1940 	sir William Henry Bragg
48. 1940-1945 	sir Henry Hallett Dale
49. 1945-1950 	sir Robert Robinson
50. 1950-1955 	lord Adrian
51. 1955-1960 	sir Cyril Norman Hinshelwood
52. 1960-1965 	lord Florey
53. 1965-1970 	lord Blackett
54. 1970-1975 	sir Alan Hodgkin
55. 1975-1980 	lord Todd
56. 1980-1985 	sir Andrew Huxley
57. 1985-1990 	sir George Porter
58. 1990-1995 	sir Michael Atiyah
59. 1995-2000 	sir Aaron Klug
60. 2000-2005 	lord May Oxfordski
61. 2005-2010 	 baron Rees Lodlowski
62. 2010-2015 	 sir Paul Nurse
63. 2015-2020 	 sir Venkatraman Ramakrishnan
64. 2020-sedanjost 	 sir Adrian Smith